# Wüstemünte

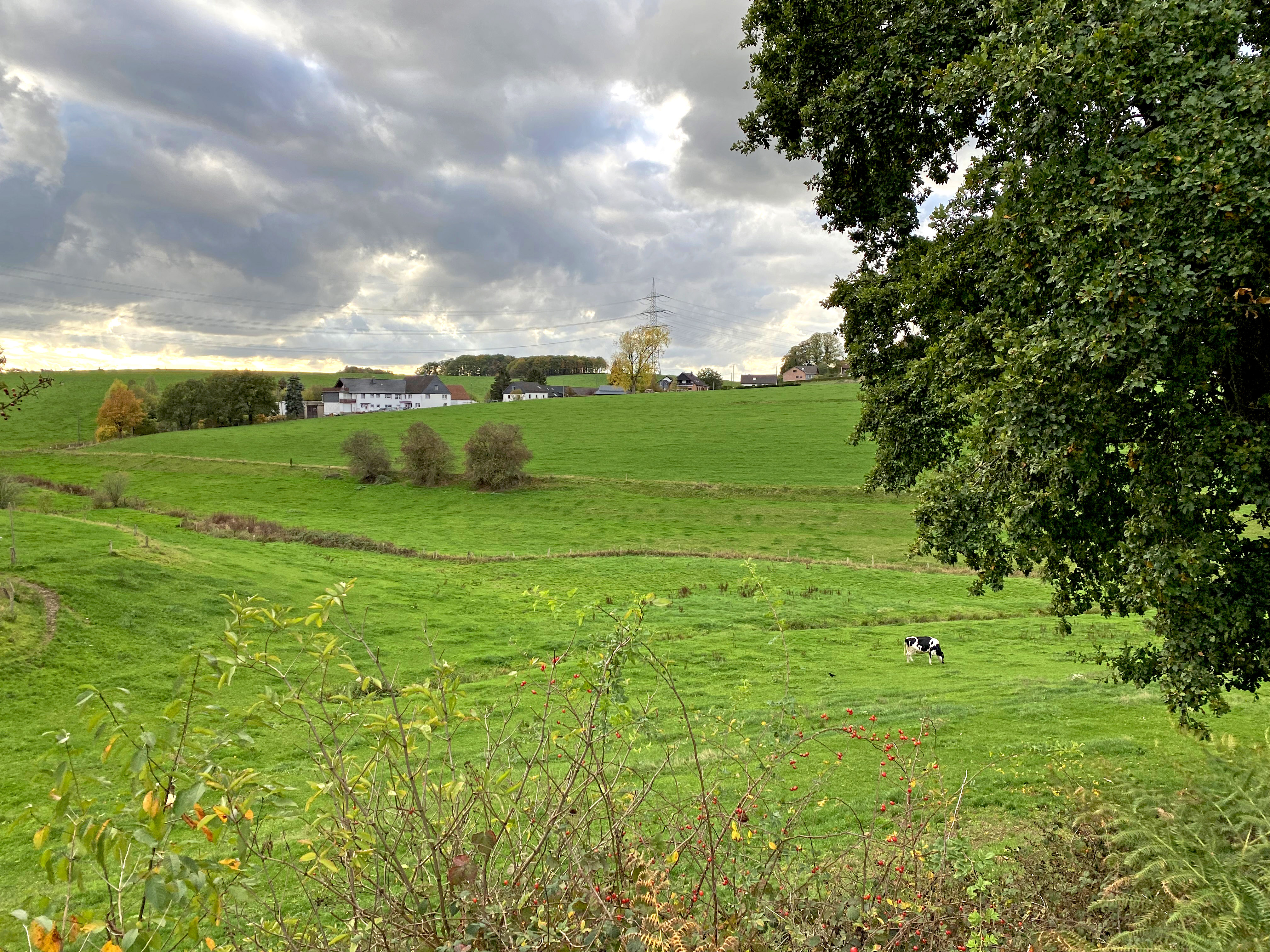
Blick von Finkelnburg auf Wüstemünte

Wüstemünte ist eine Ortschaft in der Gemeinde Wipperfürth im Oberbergischen Kreis im Regierungsbezirk Köln in Nordrhein-Westfalen (Deutschland).

## Lage und Beschreibung
Der Ort liegt im Westen der Stadt Wipperfürth. Im Südosten der Ortschaft entspringt ein Nebengewässer des Mosser Baches. Nachbarorte sind Bochen, Kleppersfeld, Finkelnburg und Ritzenhaufe.
Politisch wird Wüstemünte durch den Direktkandidaten des Wahlbezirks 17.1 (171) Hämmern im Rat der Stadt Wipperfürth vertreten.

## Geschichte
Um 1538 wird der Ort erstmals unter der Bezeichnung „Woyster muynten“ und „to Wüstmünden“ in einem Erbenregister der katholischen Kirche in Wipperfürth genannt. Die Topographische Aufnahme der Rheinlande von 1825 zeigt auf umgrenztem Hofraum unter dem Namen „Wustemunde“ sieben getrennt voneinander liegende Grundrisse. In der Preußischen Uraufnahme von 1840 lautet die Ortsbezeichnung „Wöstenmönte“. Ab der amtlichen topografischen Karte (Preußische Neuaufnahme) von 1894 bis 1896 wird die Ortsbezeichnung Wüstemünte verwendet.

## Busverbindungen
Über die Haltestelle Hämmern der Linie 336 (VRS/OVAG) ist Wüstemünte an den öffentlichen Personennahverkehr angebunden.